# Propfan

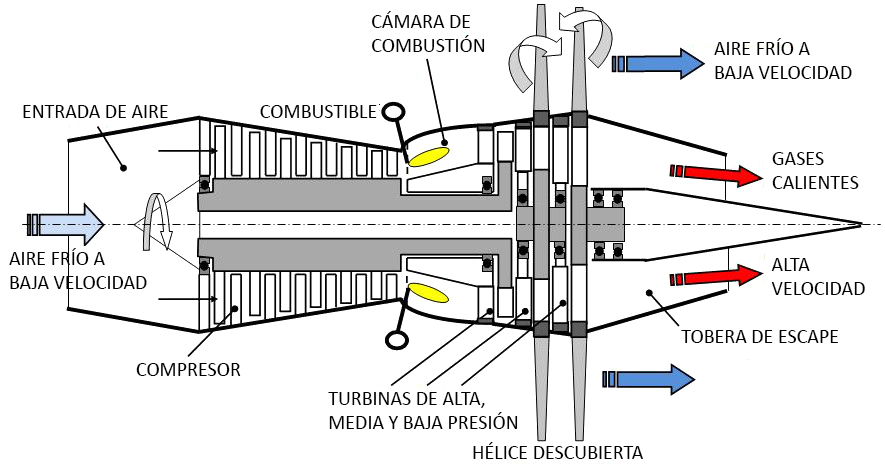
Diagrama de funcionamiento de un motor propfan

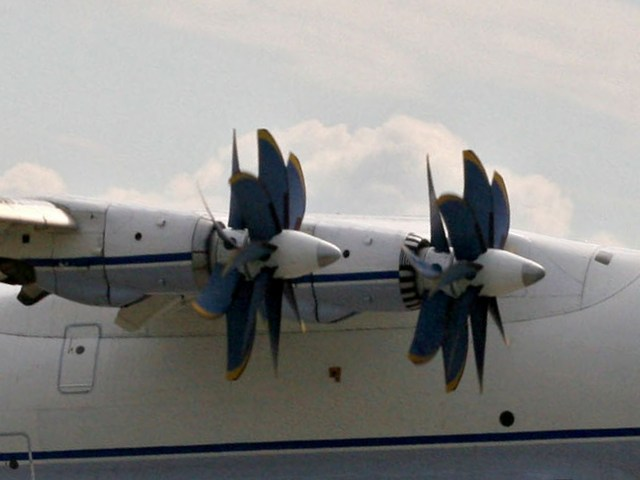
Dos propfan Progress D27 de hélices contrarrotantes del Antonov An-70.

Un motor de aviación propfan es una modificación de un turbofan que posee una hélice (en inglés prop, abreviatura de propeller) colocada fuera de la carcasa del motor, en el mismo eje que los álabes del compresor y la turbina, y por tanto un índice de derivación muy elevado. Es por ello que también son conocidos como unducted fan, UDF o UHB (del inglés Ultra-High-Bypass Turbofan). El diseño está concebido para ofrecer las prestaciones y velocidad de un turbofan con la economía de funcionamiento de un turbohélice.
Pese a que fue planteado durante la crisis del petróleo de 1979 como una alternativa económica a los motores de la época, no terminó de convencer entre los fabricantes debido al ruido que emiten, las fuertes vibraciones que producen fatiga del fuselaje y el peligro que conlleva el uso de hélices al descubierto, especialmente en caso de desprendimiento.
Por este motivo, actualmente ningún avión civil monta estos propulsores, excepto de manera experimental, dada la imposibilidad de cumplir las cada día más estrictas normativas aeronáuticas sobre sonoridad. Existe, no obstante, un modelo de aeronave en servicio con estos motores, el Antonov An-70 con motores propfan Progress D-27, para uso militar.
En los últimos años está volviendo a recuperar cierto interés; General Electric se está planteando equipar al Cessna Citation con estos motores e incluso se baraja la posibilidad de probarlos con prototipos posteriores al Boeing 787 y al Airbus A350.

## Limitaciones y soluciones

### Límite de velocidad en la punta de la hélice

Hélice con diseño swept propeller

Los turbohélices y los propfan tienen su velocidad óptima por debajo de unas 450 mph (700 km/h) debido a un efecto conocido como wave drag (ondas de choque), por el que las hélices pierden eficiencia cuando se acercan a velocidades supersónicas. Este efecto derivó en el concepto de la barrera del sonido cuando se descubrió en los años 1940, y puede ocurrir si las hélices giran a una velocidad suficiente aunque el avión esté parado en tierra.La forma más efectiva de solucionar este problema en cierta medida es añadiendo álabes a la hélice, permitiendo producir más potencia a una velocidad de rotación menor. El principal inconveniente de esto es que es más difícil estabilizar la hélice, además de causar pequeños problemas de rendimiento debido a la resistencia del aire.
A pesar de esta mejora, llega una velocidad en la que estos problemas vuelven a aparecer.
Al igual que en 1935 investigadores alemanes consiguieron reducir este problema en las alas utilizando alas en flecha —motivo por el cual todos los aviones modernos que vuelan a altas velocidades llevan este diseño—, existen álabes con este diseño denominados swept propeller.

### Impacto ambiental
Los motores de reacción destacan por ser capaces de alcanzar mayores potencias y velocidades que los motores de hélice. Sin embargo, son menos eficientes y producen menor empuje con la misma cantidad de combustible. Como estos costes son una parte importante de los gastos de las aerolíneas, los diseñadores buscan un equilibrio entre empuje y eficiencia.
Los primeros diseños eran entre un 30 y un 35 % más eficientes que los turbofan de la época. Sin embargo, tenían la desventaja de un gran nivel de ruido, especialmente problemático a medida que las normativas sobre contaminación acústica se endurecían. Algunas pruebas realizadas recientemente estiman los niveles de ruido de los nuevos propfan en torno a los 100 dB en el aterrizaje.
Debido al elevado precio del combustible y el énfasis de la industria aeronáutica en la eficiencia para reducir emisiones, existe un creciente interés en estos motores, de los que se espera que puedan entrar en servicio tras el Boeing 787 y al Airbus A350. Airbus ha patentado diseños de aeronaves con dos motores propfan instalados en la parte trasera.

## Motores propfan
- General Electric GE-36
- Progress D-27